# Heteronyx mimus
Heteronyx mimus är en skalbaggsart som beskrevs av Blackburn 1890. Heteronyx mimus ingår i släktet Heteronyx och familjen Melolonthidae. Inga underarter finns listade i Catalogue of Life.